# Tattoure
Tattoure est un village du Cameroun situé dans la région du Nord, le département du Faro, l’arrondissement de Beka. 

## Population
Lors du recensement de 2005, le village comptait 98 habitants.